# من از طریق کشاورزی قوی‌تر شدم
من یه‌طوری با افزایش مهارت‌های کشاورزیم قوی‌تر شدم (農民関連のスキルばっか上げてたら何故か強くなった。 Nōmin Kanren no Sukiru Bakka Agetetara Nazeka Tsuyoku Natta) یک مجموعه لایت ناول ژاپنی به نویسندگی شوبوننو و تصویرگری سوگاواست. این رمان بین اوت ۲۰۱۶ و مه ۲۰۱۸ در وبگاه شوستسوکا نی نارو منتشر شد. این کتاب بعداً توسط فوتاباشا خریداری شد و پنج جلد از داستان را از مارس ۲۰۱۷ تا نوامبر ۲۰۱۸ منتشر کرد. یک نسخه مانگا با تصویرگری آکی تاروتو از روی این رمان اقتباس و از آوریل ۲۰۱۸ از طریق وب کمیک اکشن فوتاباشا منتشر شد. یک مجموعه انیمهٔ تلویزیونی توسط استودیو ای-کت از روی این مانگا ساخته شد و از اکتبر تا دسامبر ۲۰۲۲ پخش شد.

## خلاصه داستان
رؤیای آل وین این است که به عنوان یک کشاورز زندگی آرامی داشته باشد. پس از سخت‌کوشی در تمام زندگی، ویژگی‌های فیزیکی او مانند قدرت و سرعت به شدت افزایش یافته است. او که خیلی راحت می‌تواند هیولاها را بکشد، با اکراه خود را وارد نبردها و نقشه‌هایی که کشور و خانواده سلطنتی را تهدید می‌کند، می‌شود.

## رسانه

### لایت ناول
مجموعهٔ نوشتهٔ شوبوننو از اوت ۲۰۱۶ تا مه ۲۰۱۸ به صورت آنلاین در وبگاه شوستسوکا نی نارو منشتر شد. بعداً این مجموعه توسط فوتاباشا خریداری شد و آن را با تصویرگری سوگاوا در پنج جلد از ۳۰ مارس ۲۰۱۷ تا ۳۰ نوامبر ۲۰۱۸ منتشر کرد.
| شماره | تاریخ انتشار   | شابک                   |
| ----- | -------------- | ---------------------- |
| 1     | ۳۰ مارس ۲۰۱۷   | شابک ‎۹۷۸−۴−۵۷۵−۷۵۱۲۷−۷ |
| 2     | ۳۰ اوت ۲۰۱۷    | شابک ‎۹۷۸−۴−۵۷۵−۷۵۱۵۵−۰ |
| 3     | ۳۰ ژانویه ۲۰۱۸ | شابک ‎۹۷۸−۴−۵۷۵−۷۵۱۸۳−۳ |
| 4     | ۳۰ ژوئن ۲۰۱۸   | شابک ‎۹۷۸−۴−۵۷۵−۷۵۲۱۲−۰ |
| 5     | ۳۰ نوامبر ۲۰۱۸ | شابک ‎۹۷۸−۴−۵۷۵−۷۵۲۲۹−۸ |

### مانگا
یک مانگای اقتباسی با تصویرگری آکی تاروتو از آوریل ۲۰۱۸ از طریق نشریهٔ دیجیتال وب کمیک اکشن فوتاباشا منتشر و در ۲۸ آوریل ۲۰۲۳ در ده جلد تانکوبون جمع‌آوری شد.
| شماره | تاریخ انتشار    | شابک                   |
| ----- | --------------- | ---------------------- |
| 1     | ۳۰ ژوئن ۲۰۱۸    | شابک ‎۹۷۸−۴−۵۷۵−۴۱۰۲۹−۷ |
| 2     | ۲۸ دسامبر ۲۰۱۸  | شابک ‎۹۷۸−۴−۵۷۵−۴۱۰۴۳−۳ |
| 3     | ۲۸ ژوئن ۲۰۱۹    | شابک ‎۹۷۸−۴−۵۷۵−۴۱۰۶۵−۵ |
| 4     | ۲۸ دسامبر ۲۰۱۹  | شابک ‎۹۷۸−۴−۵۷۵−۴۱۰۹۴−۵ |
| 5     | ۳۰ ژوئن ۲۰۲۰    | شابک ‎۹۷۸−۴−۵۷۵−۴۱۱۳۱−۷ |
| 6     | ۲۸ دسامبر ۲۰۲۰  | شابک ‎۹۷۸−۴−۵۷۵−۴۱۱۹۰−۴ |
| 7     | ۱۵ ژوئیه ۲۰۲۱   | شابک ‎۹۷۸−۴−۵۷۵−۴۱۲۶۰−۴ |
| 8     | ۲۸ فوریه ۲۰۲۲   | شابک ‎۹۷۸−۴−۵۷۵−۴۱۳۴۸−۹ |
| 9     | ۳۰ سپتامبر ۲۰۲۲ | شابک ‎۹۷۸−۴−۵۷۵−۴۱۴۹۹−۸ |
| 10    | ۲۸ آوریل ۲۰۲۳   | شابک ‎۹۷۸−۴−۵۷۵−۴۱۶۱۶−۹ |